# Bahnstrecke Förtha–Gerstungen
| |                      |                                        |                                        |
| Streckennummer (DB): | 6294                 |                                        |                                        |
| Kursbuchstrecke (DB): | 631 (1991)           |                                        |                                        |
| Streckenlänge: | 15,8 km              |                                        |                                        |
| Spurweite: | 1435 mm (Normalspur) |                                        |                                        |
| Maximale Neigung: | 20 ‰                 |                                        |                                        |
| |                      |                                        |                                        |
| \| \| \| von Eisenach \| \| \| \| 0,0 \| Förtha (Kr Eisenach) \| Förtha (Kr Eisenach) \| \| \| \| \| \| \| \| \| Verbindungskurve von Marksuhl (2,8 km) \| \| \| \| 2,4 \| Abzw Elte \| 292 m \| \| \| \| Marksuhl \| \| \| \| \| nach Lichtenfels \| \| \| \| \| Bundesstraße 84 \| \| \| \| 8,3 \| Dietrichsberg \| 290 m \| \| \| \| Werra \| \| \| \| \| von Halle (Saale) Hbf \| \| \| \| 15,8 \| Gerstungen \| 220 m \| \| \| \| nach Vacha \| \| \| \| \| nach Bebra \| \| |                      |                                        |                                        |
| Strecke |                      | von Eisenach                           | von Eisenach                           |
| Bahnhof | 0,0                  | Förtha (Kr Eisenach)                   | Förtha (Kr Eisenach)                   |
| Abzweig ehemals geradeaus und nach links · Strecke von rechts |                      |                                        |                                        |
| Abzweig geradeaus und von links (Strecke außer Betrieb) · Abzweig geradeaus und ehemals von rechts |                      | Verbindungskurve von Marksuhl (2,8 km) | Verbindungskurve von Marksuhl (2,8 km) |
| Blockstelle (Strecke außer Betrieb) · Strecke | 2,4                  | Abzw Elte                              | 292 m                                  |
| Strecke (außer Betrieb) · Bahnhof |                      | Marksuhl                               | Marksuhl                               |
| Strecke (außer Betrieb) · Strecke nach links |                      | nach Lichtenfels                       | nach Lichtenfels                       |
| Brücke (Strecke außer Betrieb) |                      | Bundesstraße 84                        | Bundesstraße 84                        |
| Dienststation / Betriebs- oder Güterbahnhof (Strecke außer Betrieb) | 8,3                  | Dietrichsberg                          | 290 m                                  |
| Brücke über Wasserlauf (Strecke außer Betrieb) |                      | Werra                                  | Werra                                  |
| Abzweig ehemals geradeaus und von rechts |                      | von Halle (Saale) Hbf                  | von Halle (Saale) Hbf                  |
| Bahnhof | 15,8                 | Gerstungen                             | 220 m                                  |
| Abzweig geradeaus und nach links |                      | nach Vacha                             | nach Vacha                             |
| Strecke |                      | nach Bebra                             | nach Bebra                             |

Die Bahnstrecke Förtha–Gerstungen war eine eingleisige Hauptbahn in der DDR (Thüringen). Sie bestand von 1962 bis 1992 zur Umfahrung des auf westdeutschem Gebiet (in Hessen) gelegenen Streckenabschnittes Herleshausen–Wommen der Bahnstrecke Halle–Bebra.

## Geschichte
Infolge der kompletten Abschottung der innerdeutschen Grenze im August 1961 verkündete der DDR-Verkehrsminister Erwin Kramer auf einer Dringlichkeitssitzung am 18. September 1961 einen Maßnahmeplan mit dem Ziel, unverzüglich eine neue Schienenverbindung zwischen den Bahnhöfen Gerstungen und Förtha zu errichten. Grund hierfür war die Tatsache, dass die Strecke Halle–Bebra zwischen Eisenach und Gerstungen gleich mehrfach die innerdeutsche Grenze querte, was mit der zunehmenden Grenzsicherung und schließlich der kompletten Abriegelung der Grenze ab 1961 immer mehr zum Problem wurde. Der Befehl des DDR-Verkehrsministers sah eine 13,3 Kilometer lange eingleisige Neubaustrecke sowie parallel dazu eine gleichfalls erforderliche 9,8 Kilometer lange Straße zwischen Gerstungen und Oberellen sowie eine Eisenbahnverbindungskurve von 0,9 km bei Förtha vor, die unter massivem Einsatz von Arbeitskräften, Technik und Material von Oktober 1961 bis April 1962 errichtet wurden. Der hierfür erforderliche Grundstückserwerb erfolgte durch Beschlagnahme und wurde mit Hinweis auf das DDR-Verteidigungsgesetz legitimiert. 
Gleichzeitig wurde das zweite Streckengleis der Bahnstrecke Eisenach–Meiningen zwischen Eisenach und Förtha nach seiner Demontage 1946 wieder errichtet und auf dem Planum des zweiten Gleises zwischen Abzweig Elte und dem Bahnhof Marksuhl eine Verbindung hergestellt.

### Bau
Die Vorbereitungen und Rodearbeiten begannen am 20. September 1961, die Erdarbeiten am 1. Oktober 1961. Die Projektierungsbetriebe für das Gesamtvorhaben, der Entwurfs- und Vermessungsbetrieb der Deutschen Reichsbahn (EVDR) und der Volkseigene Betrieb (VEB) Straßenwesen Erfurt, mussten die Projektierungsarbeiten binnen weniger Tage ausführen. Während sich die Straße zwischen Gerstungen und Oberellen weitgehend den Gelände-Verhältnissen anpasste, mussten für die parallel verlaufende Bahnstrecke riesige Dämme geschüttet und Gelände-Einschnitte gegraben werden. 
Zum Bau der Trasse wurden etwa 6000 Bauarbeiter aus allen Bezirken der DDR abgestellt. Um Fluchtversuche zu verhindern, erfolgte die Unterbringung der Arbeiter im Hinterland. Obwohl die Staatssicherheit und weitere Sicherungskräfte die Bauarbeiten pausenlos überwachten, wurden kleinere Sabotageakte wie zerschnittene Fernmelde- und Stromkabel, Pressluftleitungen und zerstörte Autoreifen gemeldet. 33 Bauarbeiter konnten in dieser Zeit in den Westen flüchten. Weniger Glück hatte ein Baumaschinist aus dem Bezirk Dresden, der auf der Flucht in der Nähe von Sallmannshausen verhaftet und zu 16 Monaten Gefängnis verurteilt wurde. Die Eisenacher Lokalzeitung berichtete über den Fall ausführlich, um die Bevölkerung zur erhöhten Wachsamkeit anzuhalten.
Für den Überbau der Brücke über die Werra bei Gerstungen wurde der Überbau der Werrabrücke bei Frankenroda der stillgelegten Bahnstrecke Schwebda–Wartha wiederverwendet. Ab dem 12. Dezember 1961 entstand an der Brückenbaustelle durch Eisgang der Werra eine dramatische Hochwasserlage. Treibeis behinderte die Bauarbeiten für mehrere Tage und riss einen Ponton der Behelfsbrücke aus der Verankerung. Der Ponton konnte zwar abgefangen werden, aber gleichzeitig drohte das Hochwasser große Bereiche dieser Baustelle zu überfluten.

### Projektdaten
Das Bauprojekt umfasste die Errichtung von sieben Betonbrücken und Viadukten sowie zahlreiche Erddämme und Geländeeinschnitte, zum Teil auch durch massiven Fels.
Die Abschlussbilanz verzeichnet an Baumaterialien:
- 3,6 Millionen Kubikmeter Erdmasse für Bahn- und Straßendämme
- 3,2 Millionen Kubikmeter Fels für Bahn- und Straßendämme
- 30.000 Tonnen Schotter für das Gleisbett
- 80.000 Tonnen Straßenbauschotter
- 45.000 Tonnen Kies
- 12.250 Kubikmeter Beton für Brücken und Viadukte
- 719 Tonnen Stahlkonstruktion
- 157 Tonnen Bewehrungsstahl
- 6250 Schwellen
- 14.858 Meter Gleis
- 2776 Betonfertigteile

Weiterhin wurde die Bahntechnik von drei Stellwerken aufgerüstet.
An Baumaschinen kamen zum Einsatz:
- 600 Kipper
- 180 Dumper
- 110 Bagger
- 86 Raupenfahrzeuge
- 38 Pritschenfahrzeuge
- 50 Bohrgeräte

Für den Bahntransport wurden 15 Lokomotiven und ein Bauzug bereitgestellt. Die Brücken wurden mit zehn Hochbaukränen und drei Spezialkränen (Typ Derrick) errichtet.

### Betrieb

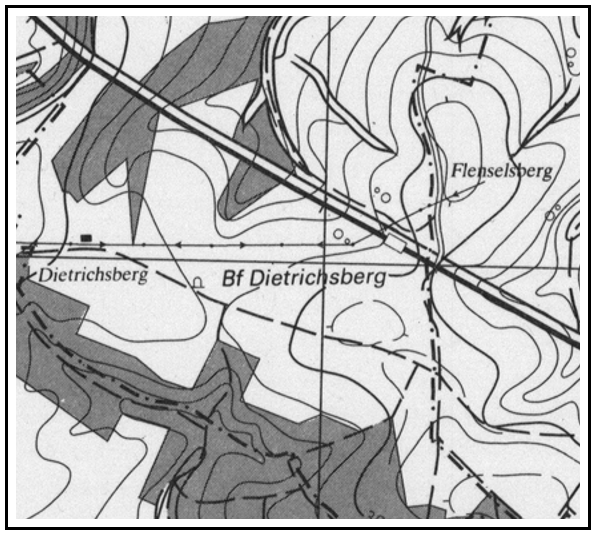
Lageplan zum Bahnhof Dietrichsberg

Am 13. April 1962 wurde der Zugverkehr aufgenommen. Die Strecke war eingleisig trassiert und teilweise sehr steigungsreich. Etwa in der Mitte der Strecke gab es bei km 8,3 einen zweigleisigen Kreuzungsbahnhof am Dietrichsberg. Dieser war ein reiner Betriebsbahnhof, Haltepunkte für Personenverkehr oder Anlagen für Güterverkehr gab es entlang der Strecke nicht.
Für die DDR ergab sich trotz größerer Steigungen und Erdrutschgefährdungen der Vorteil, eine ungehinderte Zufahrt zum wichtigen Bahnhof Gerstungen zu erhalten. Dieser war ab 1963 Grenzbahnhof zur Bundesrepublik Deutschland. Damit wurden unter anderem auch die Kalitransporte aus Dippach zur Verarbeitung nach Dorndorf zum Kaliwerk VEB Einheit Dorndorf (Rhön) ermöglicht. Zu diesem Betrieb gehörte auch die Schachtanlage in Dippach. Nach dem Ende der Kaliförderung in Dippach und Abteroda wurde die Verbindungsstrecke von Marksuhl zur Abzweigstelle Elte bereits 1967 entbehrlich, es führte ein zweites Gleis auf der Werrabahn ohne weitere Weichenverbindung direkt vom Bahnhof Marksuhl zur Abzweigstelle Elte. Sie wurde dennoch bei Bauarbeiten Anfang der 1980er Jahre erneut kurzzeitig in Betrieb genommen. Der grenzüberschreitende Güterverkehr wurde wegen der günstigeren Neigungsverhältnisse bis zum 1. August 1978 noch teilweise über die Thüringer Bahn zwischen Gerstungen, Wartha und Eisenach geleitet. Erst danach wurde der Gesamtverkehr über Förtha abgewickelt. Das Bahnbetriebswerk Eisenach hielt im ehemaligen Bahnbetriebswerk Gerstungen, welche ihm jetzt als Einsatzstelle unterstand, für den Betrieb auf der Strecke extra mehrere Lokomotiven als Vorspann- bzw. Schiebe-Lok vor.
Am 6. Oktober 1982 stießen zwischen Dietrichsberg und Förtha wegen eines Missverständnisses im Zugmeldeverfahren bei gestörtem Streckenblock zwei Güterzüge frontal zusammen. Bei dem Unfall entstand erheblicher Sachschaden, vor allem, weil einer der Züge mehrere Wagen mit neuen Pkw für West-Berlin mitführte. Zudem musste die Strecke für einige Zeit gesperrt werden, sodass Züge großräumig über die Grenzübergänge Marienborn oder Probstzella umgeleitet werden mussten.

### Niedergang und Stilllegung nach der Wende
Mit der Wiederinbetriebnahme der Strecke im Werratal infolge der deutschen Wiedervereinigung verlor die Strecke ab 1991 schnell ihre Bedeutung. Bereits im Frühjahr 1991 war die Strecke über Herleshausen wieder eingleisig befahrbar, am 26. September 1992 wurde das zweite Gleis wieder in Betrieb genommen und die Strecke über Förtha somit überflüssig. Am 27. September 1992 wurde der Zugverkehr auf der Strecke deshalb eingestellt, das Gleis 1993 demontiert. Die Genehmigung der Streckenstilllegung durch das Eisenbahn-Bundesamt erfolgte am 19. Juli 1994 mit Wirkung zum 25. September 1994. Heute erinnern nur noch Dämme, Geländeeinschnitte und Widerlager der Brücken an die Strecke – neben den Gleisen sind auch die Überbauten der meisten Brücken bereits bis auf die Pfeiler und Widerlager abgebaut worden, von den Stellwerksgebäuden und Fernmeldehäuschen existieren noch verfallene Reste. Der Streckenverlauf ist aber noch deutlich erkennbar.

## Fernverkehr
Im Jahr 1963 wurde der Grenzbahnhof Wartha geschlossen. Seither verkehrten die Interzonenzüge, die durch die Transportpolizei überwachten Transitzüge von und nach West-Berlin sowie die internationalen Reisezüge vom neuen, durch Grenztruppen der DDR streng bewachten Grenzbahnhof Gerstungen über Förtha nach Eisenach. Das nach 1945 als Reparationsleistung für die Sowjetunion demontierte zweite Streckengleis wurde dafür zwischen Eisenach und Förtha wieder verlegt.
Bis zum Jahresfahrplan 1973/74 wurden die Reisezüge insbesondere von Dampflokomotiven der Baureihe 01.5 (teilweise mit Vorspannlokomotive) von und nach Bebra geführt. Die Bespannung der Güterzüge von und nach Gerstungen oblag stets der Deutschen Bundesbahn. Nach dem 1972 geschlossenen Eisenbahngrenzübereinkommen wurden ab 1973 alle Züge bereits in Gerstungen auf Lokomotiven der Deutschen Bundesbahn umgespannt.
1970 befuhr der Sonderzug von Bundeskanzler Willy Brandt die Strecke anlässlich des Gipfeltreffens mit Willi Stoph in Erfurt.
Nach Öffnung der DDR-Grenzen befuhr am 27. Mai 1990 der erste IC Johann Sebastian Bach von Frankfurt/Main nach Leipzig die Strecke.

## Streckenverlauf
Die Strecke zweigt bei der Ortschaft Förtha westwärts von der Bahnstrecke Eisenach–Lichtenfels ab, überquert aufgedämmt den Köhlersgraben und erreicht die südliche Talflanke des Eltetals. Ab Oberellen trennt sich die Strecke von der nordwärts abknickenden Elte und steigt durch einen Seitengraben zum Kulminationspunkt am Ausweichbahnhof Dietrichsberg an. Von dort führt die Strecke bergab entlang des Silzbachgrabens auf das Werratal zu, das in Hochlage überquert wird, um in einem südwestwärts gerichteten Linksbogen den Bahnhof Gerstungen und damit die Bahnstrecke Halle–Bebra zu erreichen. Der gesamte Streckenverlauf ist heute noch in der Landschaft gut erkennbar.

## Sonstiges
Da die Strecke zu weiten Teilen im Grenzgebiet der DDR lag und wegen ihrer Bedeutung für den Transitverkehr in die BRD wurde die Strecke und deren Umgebung von den Grenztruppen der DDR, der Staatssicherheit und der Transportpolizei streng überwacht. Daher gibt es aus DDR-Zeiten nur sehr wenige privat entstandene Fotos von der Strecke.

## Relikte

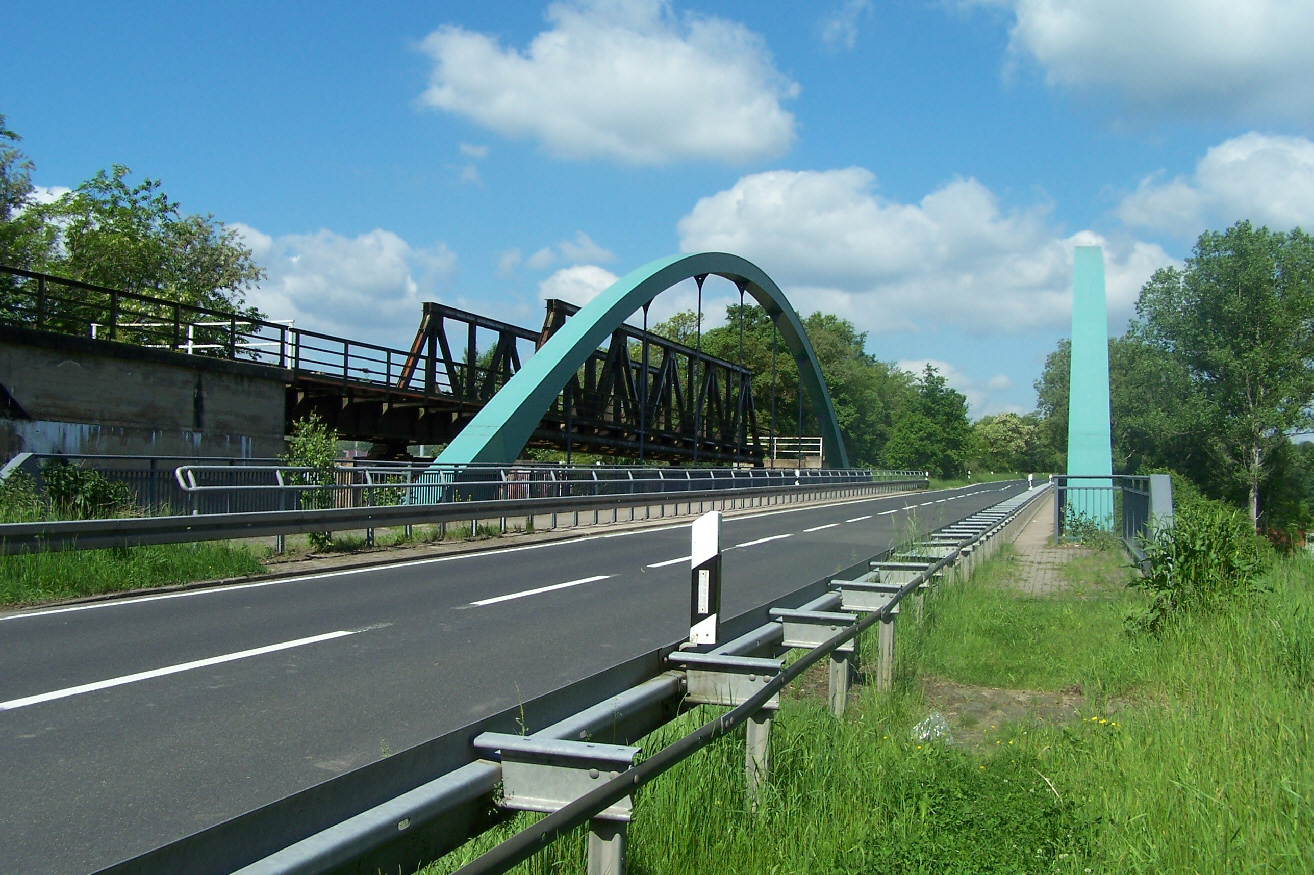
Reste der Bahntrasse und Werrabrücke bei Gerstungen (2009)
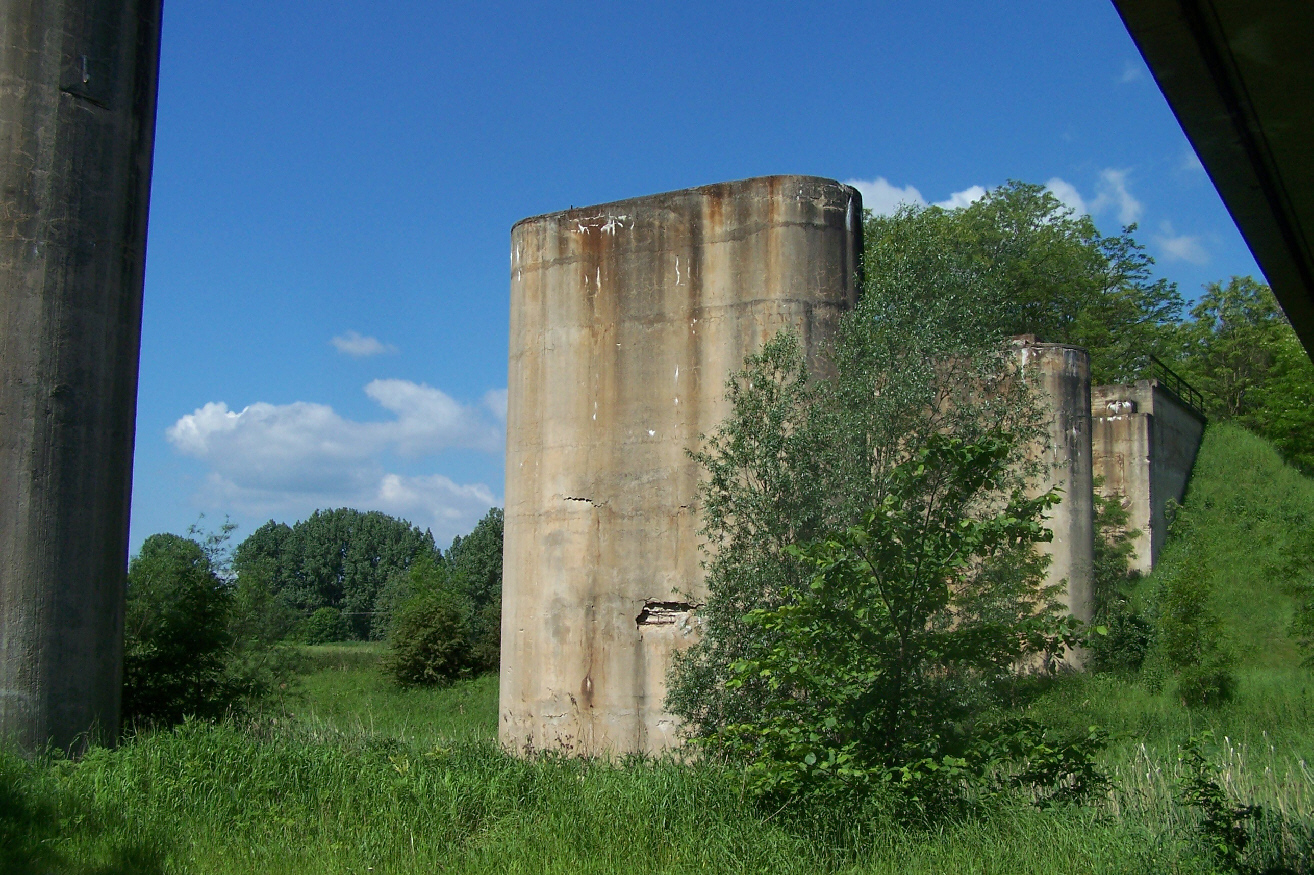
Pfeiler der Flutbrücke bei Gerstungen (2009)
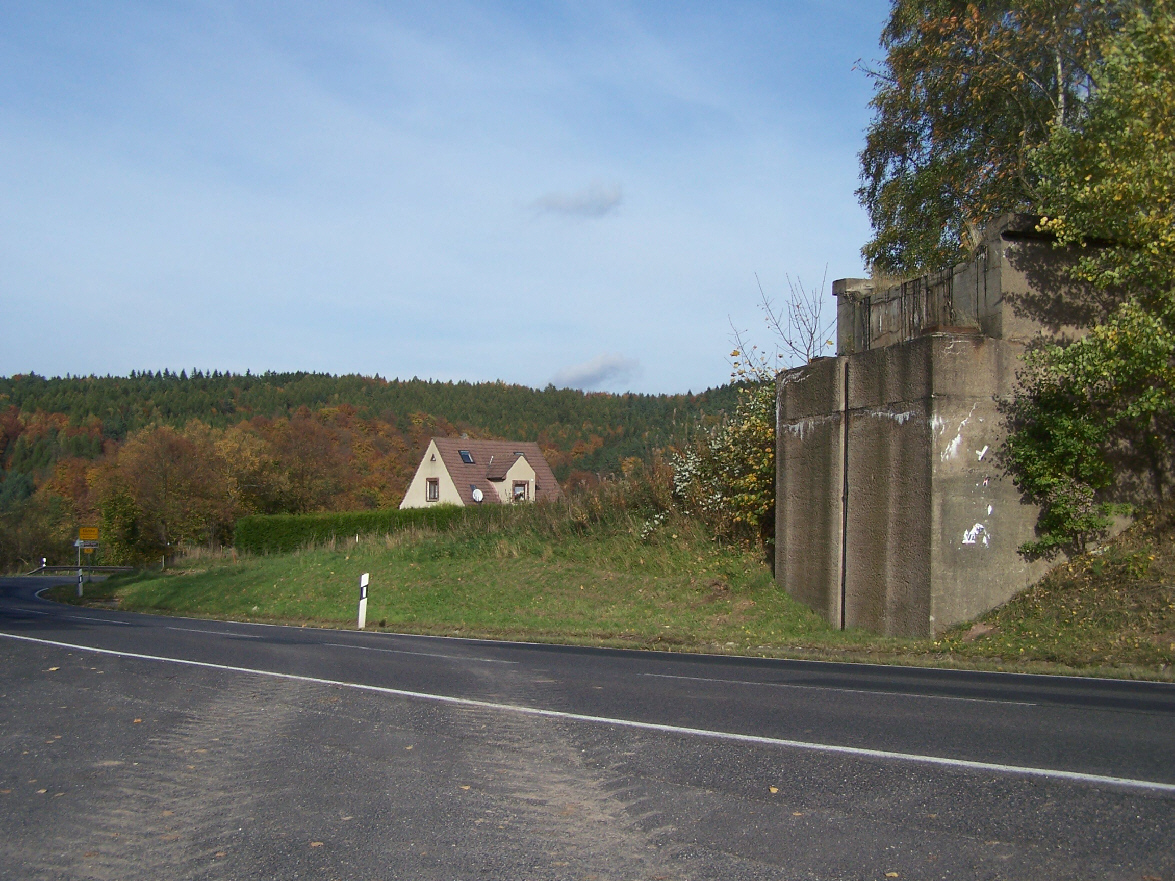
Straßenviadukt bei Förtha – östlicher Brückenkopf (2008)